# Michał Franciszek de la Gardette
Michał Franciszek de la Gardette, (fra.) Michel-François de la Gardette (ur. 5 września 1744 w Billom, zm. 3 września 1792 w Paryżu) – błogosławiony Kościoła katolickiego, męczennik, ofiara antykatolickich prześladowań okresu francuskiej rewolucji.
Studiował teologię w Paryżu, a po przyjęciu w 1773 roku święceń kapłańskich podjął działalność duszpasterską. W okresie, gdy w rewolucyjnej Francji nasiliło się prześladowanie katolików, pracował na terenie diecezji paryskiej i był wikariuszem przy kościele św. Gerwazego i Protazego. Po odmowie złożenia przysięgi na Konstytucję cywilną kleru 17 sierpnia 1792 roku został aresztowany. Uwięziono go w więzieniu La Force. Zginął 2 września tegoż roku.
Był jedną z ofiar tak zwanych masakr wrześniowych, w których zginęło 300 duchownych, ofiar nienawiści do wiary (łac) odium fidei. Obok Jana Chrzciciela Bottex i Franciszka Jacka Lé Livec de Trésurin był jednym z trzech beatyfikowanych, którzy ponieśli śmierć w La Force.
Dzienna rocznica śmierci jest dniem, kiedy wspominany jest w Kościele katolickim.
Michał Franciszek de la Gardette znalazł się w grupie 191 męczenników z Paryża beatyfikowanych przez papieża Piusa XI 17 października 1926.